# Szczelina w Zadnim Kościelcu
Szczelina w Zadnim Kościelcu – jaskinia w Dolinie Gąsienicowej w Tatrach Wysokich. Wejście do niej znajduje się w południowej ścianie Zadniego Kościelca, w pobliżu północnego siodła Mylnej Przełęczy, poniżej Wyżniej Szczeliny w Zadnim Kościelcu, wysokości 2075 metrów n.p.m. Długość jaskini wynosi 7 metrów, a jej deniwelacja 7,5 metrów.

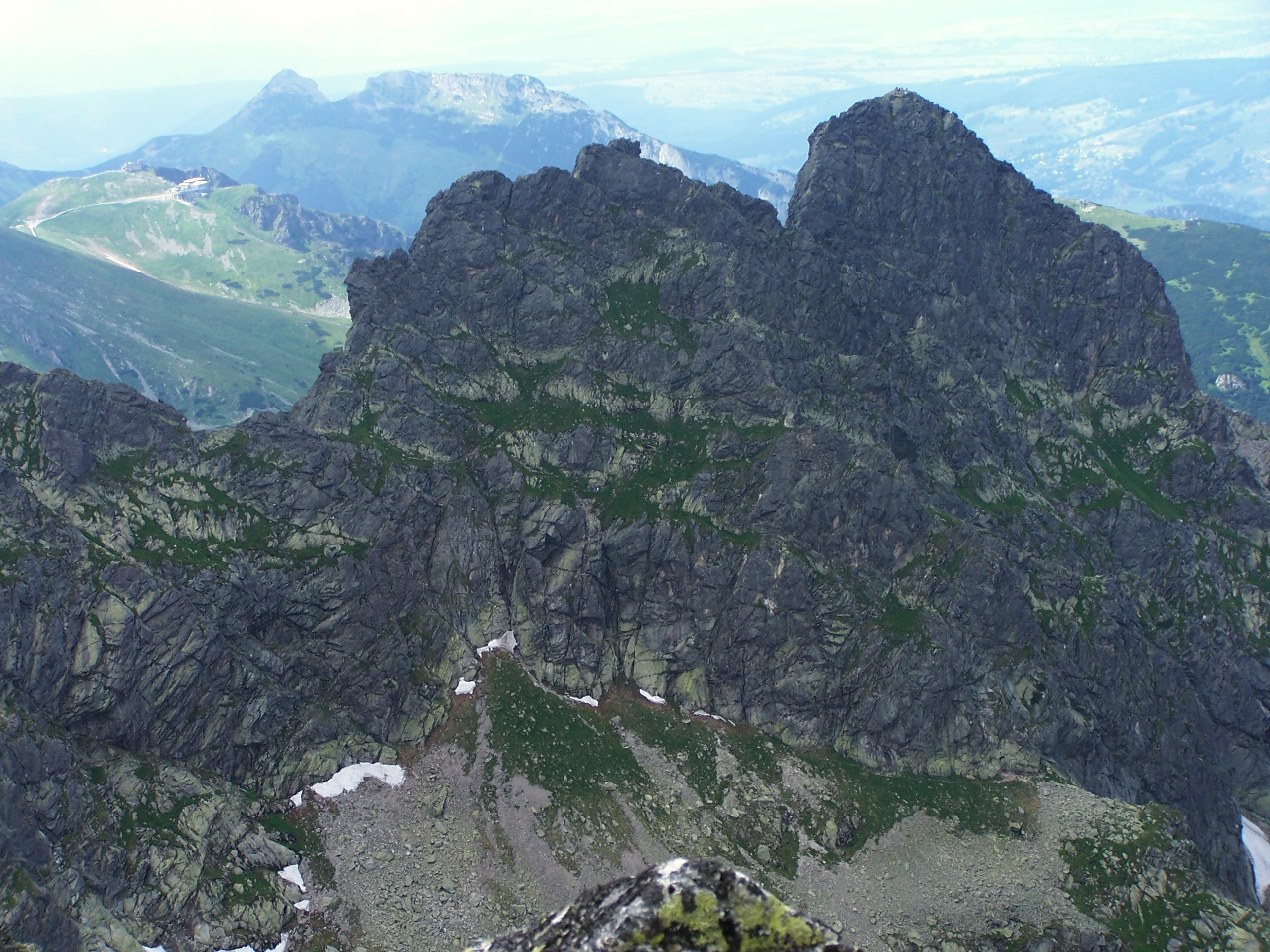
Od lewej Mylna Przełęcz, Zadni Kościelec i Kościelec

## Opis jaskini
Jaskinię stanowi szczelinowy, idący w dół korytarz mający początek na dnie 1,8-metrowej studzienki, która zaczyna się zaraz za wysokim, szczelinowym otworem wejściowym. Kończy się szczeliną nie do przejścia.

## Przyroda
W jaskini brak jest nacieków. Ściany są suche, rosną na nich mchy i porosty. 

## Historia odkryć
Jaskinia była prawdopodobnie znana od dawna. Jej pierwszy plan i opis sporządzili A. Gajewska i M. Głuszkowski w 2000 roku.